# Рыжеспинный саймири
Рыжеспинный саймири (лат. Saimiri oerstedii) — вид приматов семейства цепкохвостых обезьян, обитающих в Южной Америке.

## Классификация
Близкородственные виды — беличий саймири (Saimiri sciureus) и голоухий саймири (Saimiri ustus). Эти три вида образуют группу видов S. sciureus. Видовое название было дано рыжеспинному саймири в честь датского биолога Андерса Эрстеда.
Распознают два подвида рыжеспинных саймири:
- Saimiri oerstedii oerstedii — тихоокеанское побережье Панамы и полуостров Оса в Коста-Рике
- Saimiri oerstedii citrinellus — тихоокеанское побережье Коста-Рики

## Описание
Шерсть рыжеватая. Плечи, бёдра и хвост с оливковым оттенком. Брюхо и грудь белые. Конечности также рыжие. Макушка чёрная, кончик хвоста также чёрный. Морда белая, вокруг глаз и рта шерсть чёрная. Два подвида имеют схожую расцветку, отличаясь оттенком шерсти на голове. Северный подвид, живущий в Коста-Рике, имеет более светлую «шапочку», чем южный подвид из Панамы. Кроме того у южного подвида более жёлтые конечности и брюхо.
Длина взрослого животного от 266 до 291 мм, вес от 600 до 950 г. Хвост длиной от 362 до 389 мм. Выражен половой диморфизм, в среднем самцы весят на 16 % больше самок. Самцы весят в среднем 829 г, самки 695 г. Масса мозга саймири по отношению массы тела самая большая среди всех приматов и составляет 4 %. Хвост хватательного типа только у новорождённых, у взрослых животных используется лишь для балансировки.

## Поведение
Древесные и дневные приматы. Образуют группы размером от 20 до 75 особей. Встречаются стаи величиной более 100 особей, однако считается, что эти стаи временные и состоят из нескольких более мелких групп. Соотношение полов в группе 60 к 40 в пользу самок. Территория группы составляет от 35 до 63 га. В поисках пищи группа преодолевает расстояние от 2500 до 4200 метров в день. В отличие от других видов саймири, группы этого вида предпочитают оставаться на ночёвку на тех же деревьях в течение нескольких месяцев.
Всеядны. В рационе насекомые и их личинки (особенно кузнечики и гусеницы), пауки, фрукты, листья, кора деревьев, цветы и нектар. Также поедает мелких позвоночных, таких как летучие мыши, ящерицы и древесные лягушки.
Брачный сезон в сентябре. Течка начинается у всех самок практически одновременно. Самцы часто покидают группу во время брачного периода для того, чтобы найти себе самку из другой группы, хотя и встречают там сопротивление местных самцов. Беременность длится шесть месяцев, роды проходят в период с февраля по март. В помёте обычно один детёныш. Новорожденный полностью зависит от матери до достижения годовалого возраста. Половая зрелость у самок наступает в возрасте 2,5 лет, у самцов в возрасте старше 4 лет. Продолжительность жизни неизвестна, в неволе могут жить более 15 лет.

## Распространение
Встречаются на тихоокеанском побережье Панамы и Коста-Рики. Населяют коста-риканские национальные парки — Мануэль-Антонио и Корковадо. Предпочитают низинные леса, как первичные, так и вторичные.

## Статус популяции
Плотность популяции оценивается в 36 особей на км2 в Коста-Рике и 130 особей на км2 в Панаме. Численность популяции уменьшилась с 200 тыс. в 1970-х годах до менее, чем 5000 к середине 2000-х. Главные угрозы популяции — разрушение среды обитания, охота и нелегальная торговля животными. В Коста-Рике вид находится по охраной государства. Международный союз охраны природы присвоил виду охранный статус «Вымирающий» (Endangered).